# Scytodes tyaiamiri
Scytodes tyaiamiri là một loài nhện trong họ Scytodidae.
Loài này thuộc chi Scytodes. Scytodes tyaiamiri được miêu tả năm 2006 bởi Rheims & Antonio D. Brescovit.